# San Aspreno-katakombák
A San Aspreno katakombákban (Piazza della Borsa) élt és temették el Szent Asprenust, Nápoly első püspökét, akit maga Szent Péter szentelt fel. A 8. században egy kis kápolnát építettek a temető felé a szent tiszteletére. Ez ma a Tőzsdepalota részét alkotja. A katakombákban még láthatók ókeresztény oltárok, valamint egy kőből faragott keresztelőtál.